# Clemerson de Araújo Soares
Clemerson de Araújo Soares (født 8. august 1977) er en tidligere brasiliansk fodboldspiller.